# Herb Skaryszewa
Herb Skaryszewa – jeden z symboli miasta Skaryszew i gminy Skaryszew w postaci herbu.

## Wygląd i symbolika
Herb przedstawia w czarnym polu gotyckiej tarczy herbowej podwójny krzyż koloru czerwonego (krzyż zakonu Bożogrobców z Miechowa).

## Historia
Historia herbu miasta wiąże się z zakonem Bożogrobców. Zakon ten został sprowadzony do Polski w 1163 i osiedlony w Miechowie – stąd polscy zakonnicy tego zgromadzenia nazywani są Miechowitami. W XII wieku osada skaryszewska przeszła na własność klasztoru w Miechowie. Wizerunek krzyża przedstawiony na herbie Skaryszewa jest symbolem Miechowitów. Oznaka religijna noszona przez nich przedstawia podwójny krzyż jerozolimski koloru czerwonego. Naszywany jest on na czarnej sukni Bożogrobców. Symbol ten znajduje się na wieży miejscowego kościoła, a także wewnątrz niego nad głównym ołtarzem.
W 1938 roku Rada Miejska Skaryszewa przyjęła uchwałę akceptującą wzór herbu miasta. W tym samym roku wzór ten przyjęło Ministerstwo Spraw Wewnętrznych.